# 新华社布拉格分社
新华社布拉格分社，是新华社驻捷克布拉格的新闻派出机构。

## 历史
1947年春，中共中央妇委书记兼东北局妇委书记蔡畅赴布拉格出席国际妇女联合会理事会议，并到法国巴黎的国际民主妇联总部访问交流一个月。归国后，蔡畅向中央及东北局建议派一个人在东欧驻点进行国际宣传工作及对外联络事宜。1947年7月初，新华社东北总分社社长吴文焘赴布拉格出席第一届世界青年联欢节并作为新华社记者常驻东欧。当时正值国共内战政治军事局势快速发展，而欧洲国家包括东欧对中国形势了解极少。吴文焘编写一些介绍中国解放区情况和革命形势的文章寄给东欧一些国家的党报发表，如波兰《人民论坛》，捷克《红色权利》，南斯拉夫《战斗报》等；并担任捷克斯洛伐克“电通社”特约通讯员。中共驻欧洲代表刘宁一派遣胡国城帮助吴文焘筹办布拉格分社，购置无线收报机，抄收新华社英播稿。1948年11月，布拉格分社正式成立，社长吴文焘。任务为：
- 抄收新华社英播稿，向欧美媒体供稿；
- 向欧美媒体供应解放区新闻照片，由东北局宣传部宣传科与《东北画报》供稿；
- 订阅上百份外媒，向总社发消息和资料，向香港《群众》周刊投稿。

在分社推动下，1949年春捷克斯洛伐克与北平电信局正式开通电讯业务。代表新华社出席在赫尔辛基召开的国际民主记者协会代表大会。经常性接待途径布拉格来往中国解放区的各界人士。协助中华人民共和国在东欧国家建立大使馆。1953年春吴文焘回国任外文出版社副社长。